# Kompressor (fordon)

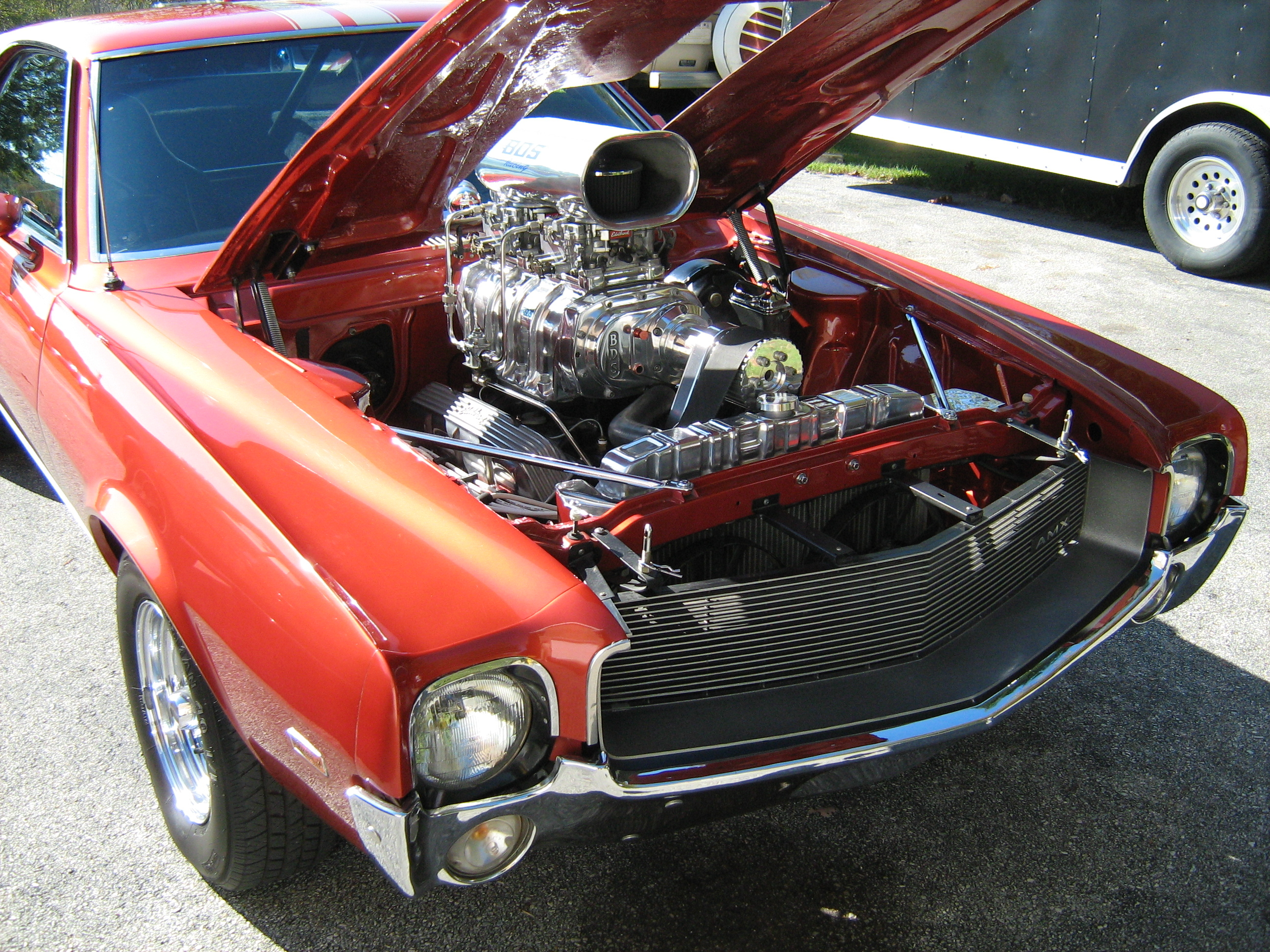
En kompressor på en AMC V8-motor.

En kompressor är en komponent i ett fordon som höjer trycket och densiteten på luften som förbrukas i en förbränningsmotor. Detta ger motorn mer syre vilket låter den förbränna mer bränsle och därmed utföra mer arbete vilket ökar effekten och prestanda.
Effekten som driver kompressorn kan tillföras mekaniskt med hjälp av en rem, ett kugghjul, en axel eller en kedja som är ansluten till motorns vevaxel.
Vanlig användning av begreppet begränsar termen kompressor till enbart mekaniskt drivna enheter. När effekten istället tillförs genom en turbin som drivs av avgaserna kallas en kompressor istället turbo. Både kompressorer och turbo är typer av överladdningaggregat.

## Typer av kompressorer
Det finns två huvudsakliga typer av kompressorer som definieras enligt metoden för att komprimera gas: pumpar och dynamiska kompressorer. Pumpar levererar en nästan konstant tryckökning vid alla varvtal. Dynamiska kompressorer levererar inte tryck vid låga hastigheter, men över en viss tröskelfart ökar trycket exponentiellt.

### Pump

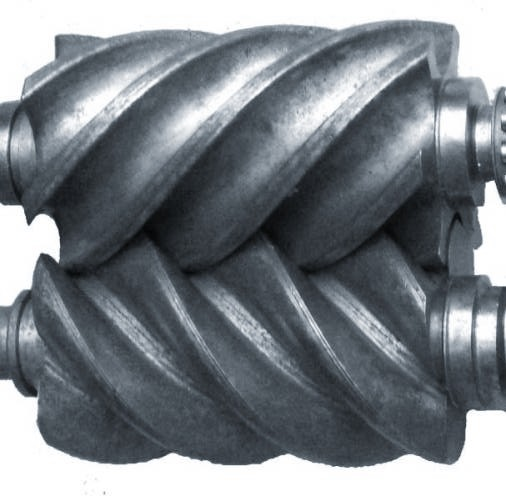
Lysholmskruvar är en typ av pump som kan användas i kompressorer.

Pumpkompressorer levererar en nästan konstant volym luft per varv vid alla hastigheter (minus eventuellt läckage som uppstår i systemet).

### Dynamisk kompressor
Dynamiska kompressorer fungerar genom att accelerera luft till en hög hastighet och sedan utväxla hastigheten mot tryck genom att sakta ner luften. Den minskande hastigheten leder till en tryckökning på grund av venturieffekten.